# Hasta la Vista Baby!
Hasta la Vista Baby! is een livealbum van de Ierse band U2. Op de cd staan 14 van de 25 gespeelde nummers tijdens hun Popmart-tour in 1998. De hele show werd eerder al uitgebracht op dvd, onder de titel PopMart: Live from Mexico City. Het concert bevat een emotionele versie van One, opgedragen aan INXS-zanger Michael Hutchence die enkele weken eerder was overleden. De cd werd alleen verspreid onder leden van de fanclub.
De titel komt van een uitspraak uit de film Terminator 2: Judgment Day.

## Tracklist
1. Pop Muzik – 3:07
2. Mofo – 4:35
3. I Will Follow – 2:50
4. Gone – 4:40
5. New Year's Day – 4:58
6. Staring at the Sun – 4:30
7. Bullet the Blue Sky – 6:10
8. Please – 6:57
9. Where the Streets Have No Name – 6:34
10. Lemon (Perfecto Mix) – 2:04
11. Discothèque – 5:07
12. With or Without You – 5:45
13. Hold Me, Thrill Me, Kiss Me, Kill Me – 5:38
14. One – 6:06